# Färgkragesläktet
Färgkragesläktet (Glebionis) är ett släkte i familjen korgblommiga växter fyra arter i Eurasien och Nordafrika. Släktet beskrevs av den franske botanikern Henri Cassini 1826.
Släktet består av ettåriga örter som ofta har enkla stjälkar eller med 2-5 grenar. Blomkorgarna är toppställda. Blomkorgarna holkfjäll sitter i 2-3 rader. Strålblommorna är honliga medan diskblommorna är tvåkönade.

## Bildgalleri

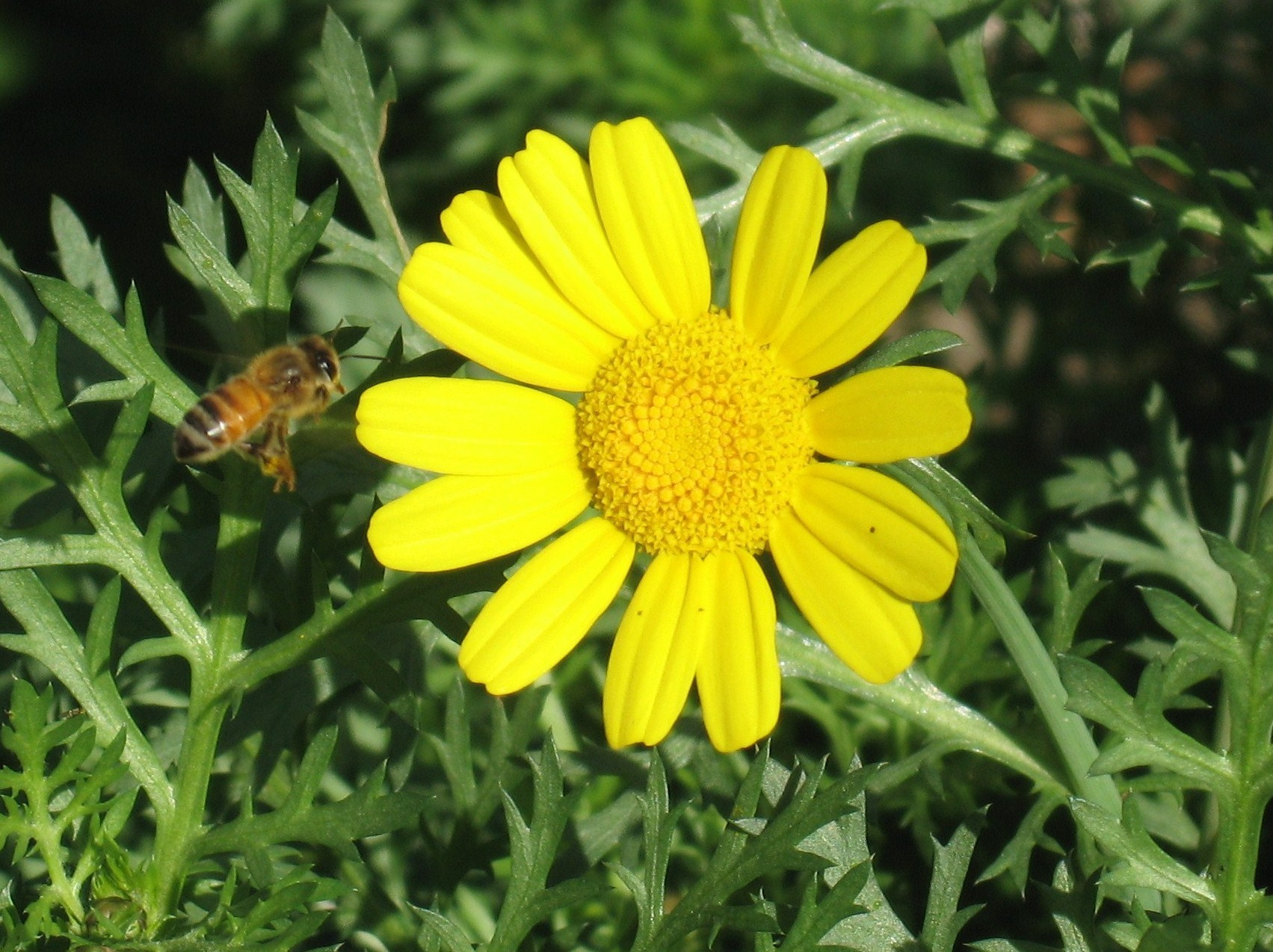
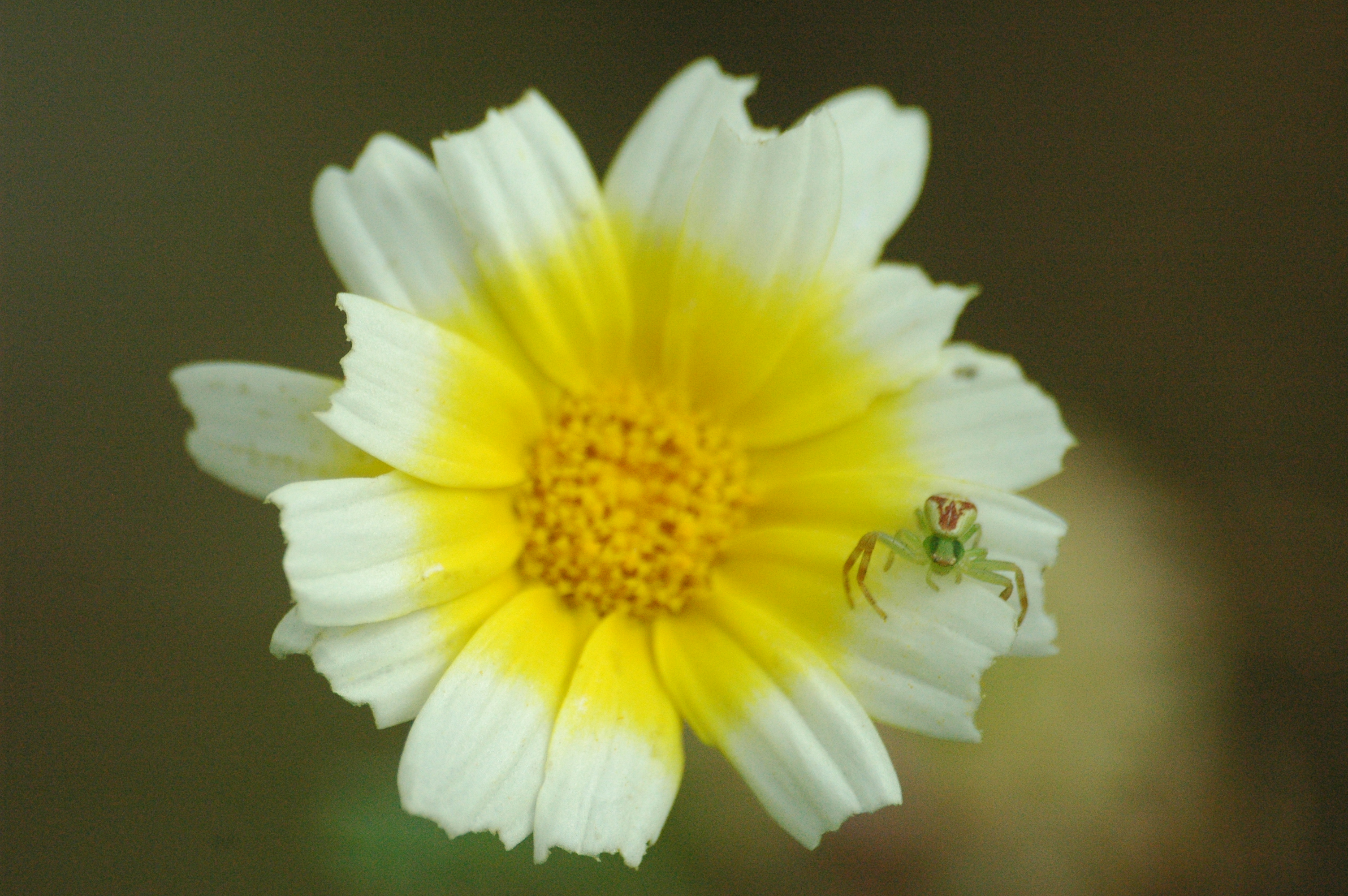
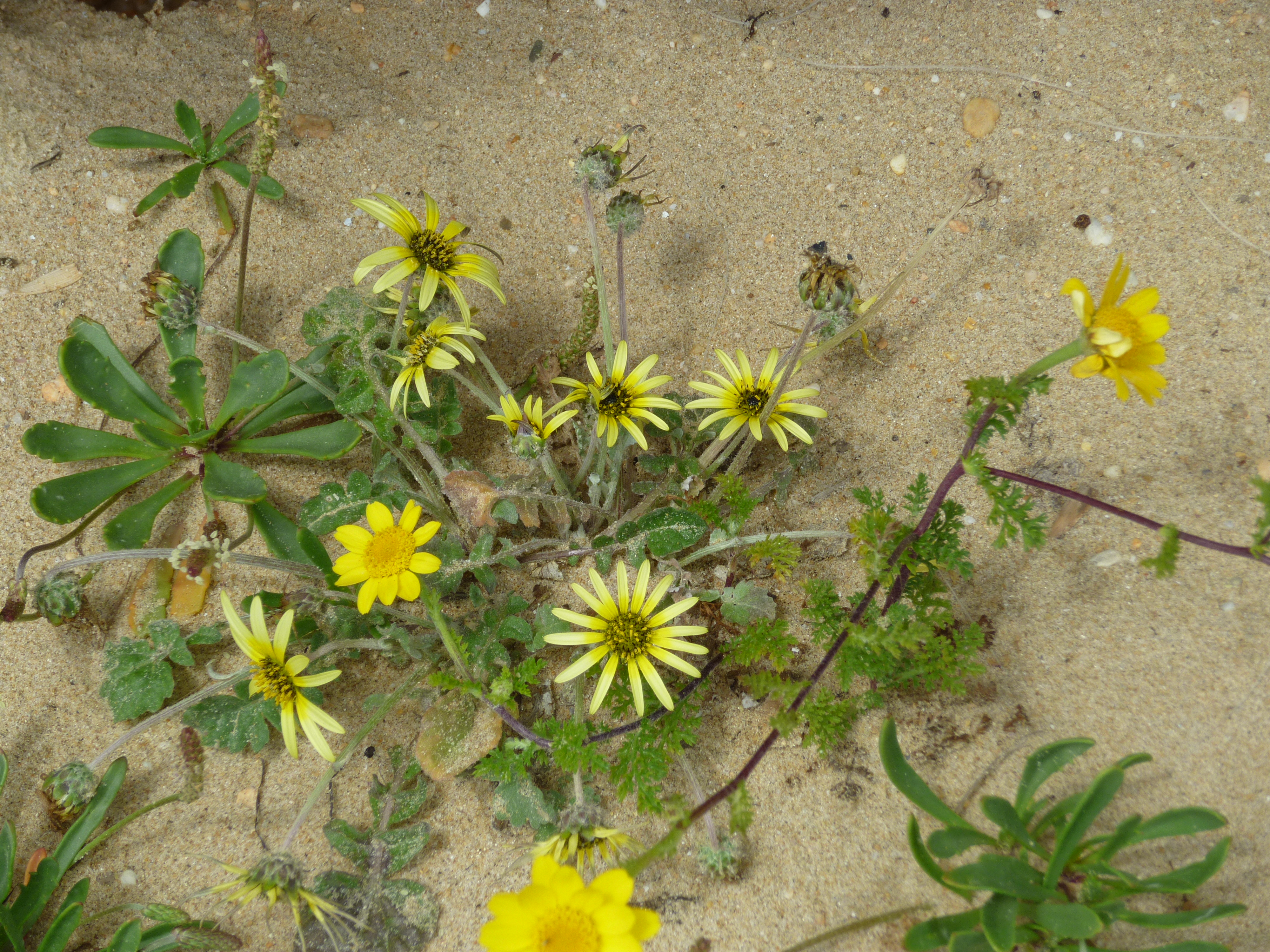
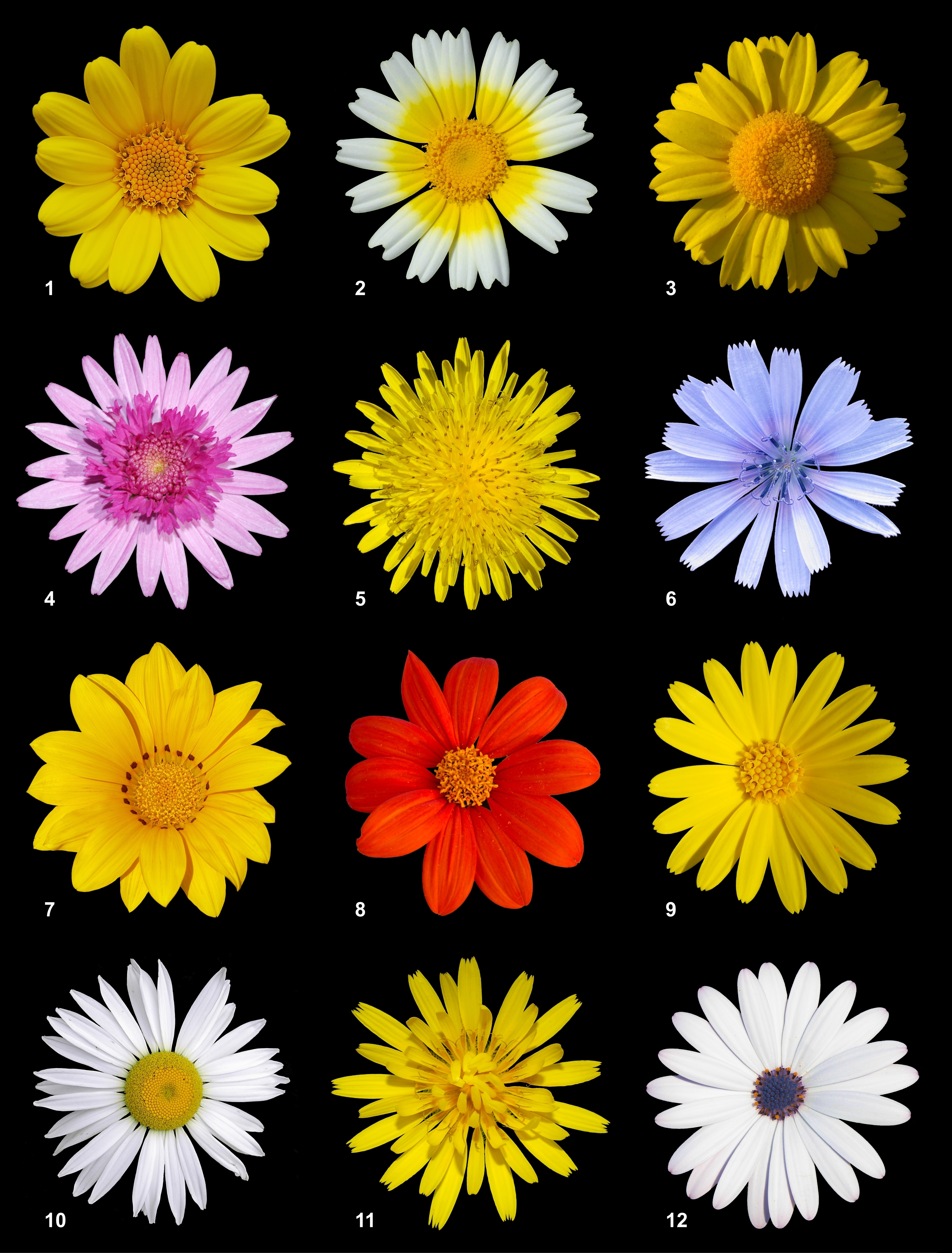
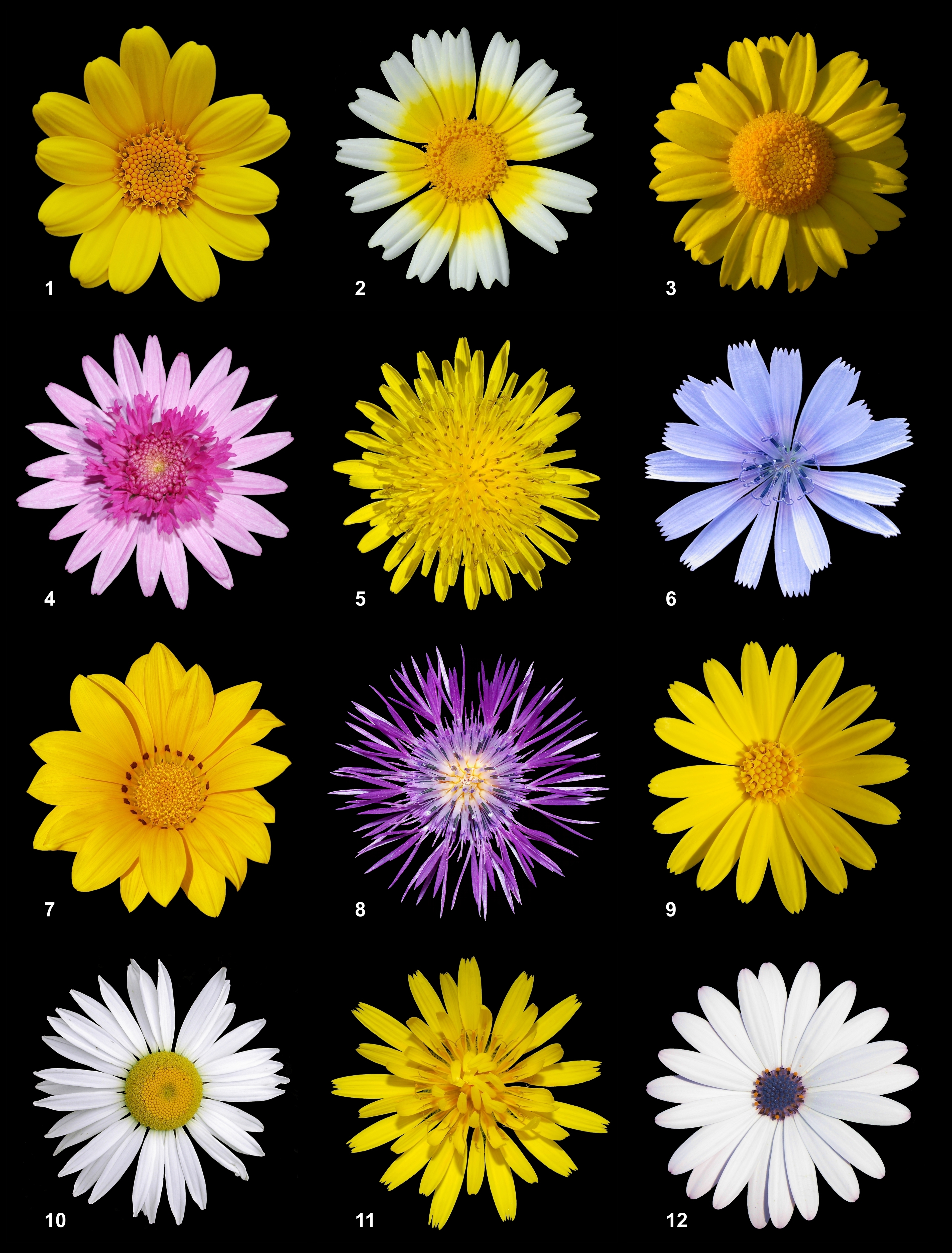
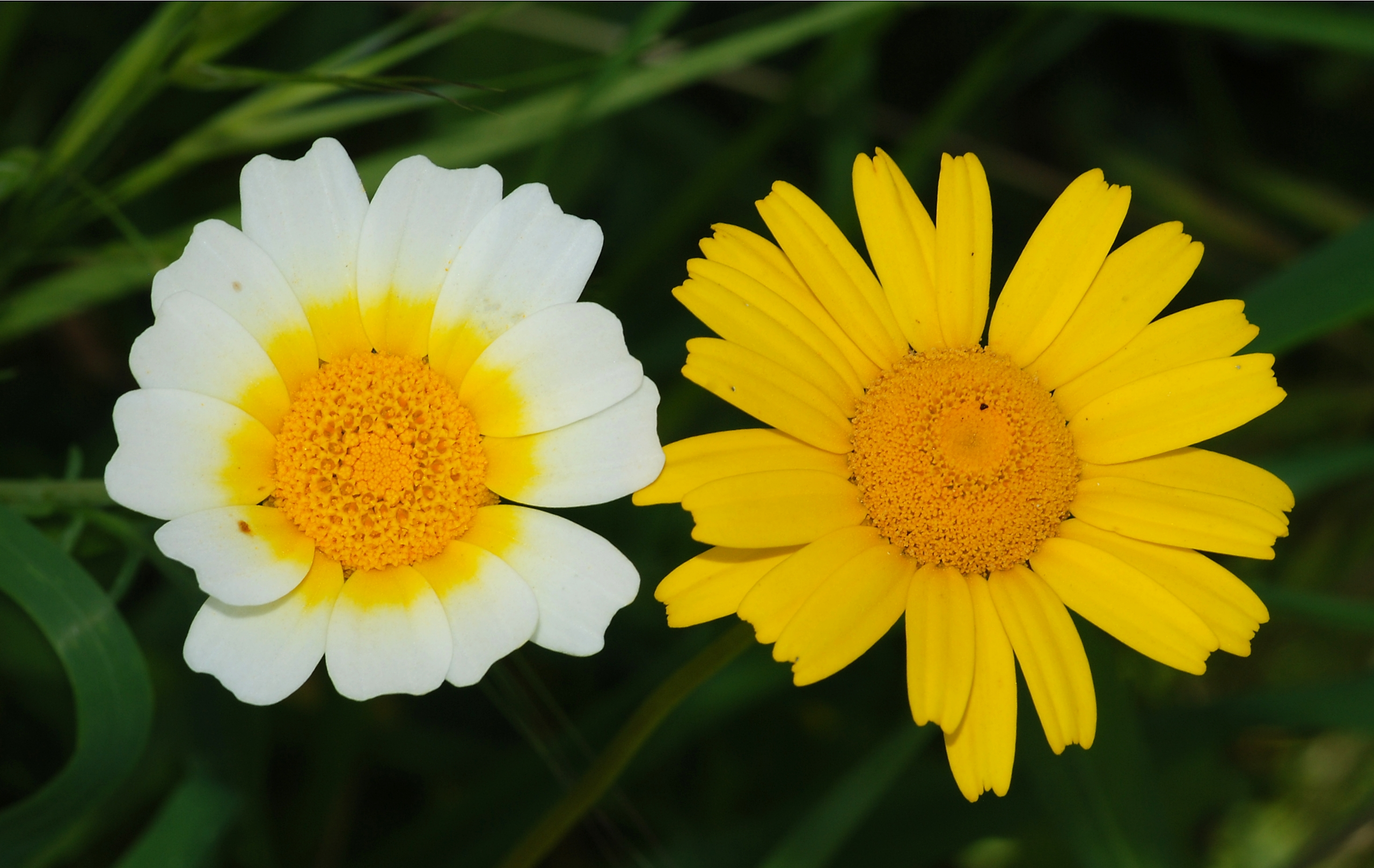

## KladogramenligtCatalogue of Life[1]
| Färgkragesläktet | \| \| kranskrage \| \| \| \| \| \| gullkrage \| \| \| \| |
|                  | \| \| kranskrage \| \| \| \| \| \| gullkrage \| \| \| \| |
|                  | kranskrage                                               |
|                  |                                                          |
|                  | gullkrage                                                |
|                  |                                                          |